# Beerlage

Gemeindewappen

Beerlage ist ein Ortsteil der Stadt Billerbeck im Kreis Coesfeld in Nordrhein-Westfalen. Bis 1969 war sie eine eigenständige Gemeinde. 

## Geografie

Die Gemeinde Beerlage mit den zugehörigen Bauerschaften im 19. Jahrhundert

Der Ortsteil Beerlage liegt im Nordosten von Billerbeck und besaß als eigenständige Gemeinde eine Fläche von 34 km². Die ehemalige Gemeinde bestand aus den vier Bauerschaften Aulendorf, Esking, Langenhorst und Temming.

## Geschichte
Das Gebiet der Gemeinde gehörte nach der Napoleonischen Zeit zunächst zur Bürgermeisterei Billerbeck im 1816 gegründeten Kreis Coesfeld. Mit der Einführung der Westfälischen Landgemeindeordnung wurde 1845 aus der Bürgermeisterei Billerbeck das Amt Billerbeck, zu dem die Stadt Billerbeck sowie die Landgemeinden Beerlage und Kirchspiel Billerbeck gehörten. Durch das Gesetz zur Neugliederung von Gemeinden des Landkreises Coesfeld wurden Stadt und Kirchspiel Billerbeck mit Beerlage am 1. Juli 1969 zur neuen Stadt Billerbeck zusammengeschlossen.

## Einwohnerentwicklung
| Jahr | Einwohner | Quelle |
| ---- | --------- | ------ |
| 1832 | 1351      | [ 3 ]  |
| 1858 | 1341      | [ 4 ]  |
| 1871 | 1304      | [ 5 ]  |
| 1885 | 1265      | [ 6 ]  |
| 1895 | 1258      | [ 7 ]  |
| 1910 | 1257      | [ 8 ]  |
| 1939 | 1437      | [ 9 ]  |
| 1946 | 1835      | [ 10 ] |
| 1950 | 1746      | [ 1 ]  |
| 1969 | 1245      | [ 1 ]  |